# Hayelasdiïta
La hayelasdiïta és un mineral de la classe dels sulfats.

## Característiques
La hayelasdiïta és un sulfat de fórmula química [Pb₄O₁.₅(OH)₂.₅(H₂O)]₂[Cu⁺₅(S₂O₃)₄(S₂O₂OH)₂(H₂O)]·2H₂O.La seva fórmula química va ser actualitzada l'any 2025 a XXX, degut a que a partir del mes de juliol de 2025 canvia la manera en que es mostren les molècules d'aigua a les fórmules depenent si els oxígens pertanyen a algun poliedre de coordinació o no. Va ser aprovada com a espècie vàlida per l'Associació Mineralògica Internacional l'any 2022, i va ser publicada en el mes d'abril de 2024. Cristal·litza en el sistema triclínic.
L'exemplar que va servir per a determinar l'espècie, el que es coneix com a material tipus, es troba conservat a les col·leccions mineralògiques del Museu d'Història Natural del Comtat de Los Angeles, a Los Angeles (Califòrnia) amb el número de catàleg: 76219.

## Formació i jaciments
Va ser descoberta a la mina Redmond, situada al municipi de Waterville Lake, dins el comtat de Haywood (Carolina del Nord, Estats Units). Aquesta mina estatunidenca és l'únic indret de tot el planeta on ha estat descrita aquesta espècie mineral.